# Cerco de Daraa
O cerco de Daraa foi uma operação militar conduzida pelas forças armadas sírias contra manifestantes anti-governo que haviam tomado as ruas da cidade de Daraa, exigindo a renúncia do presidente sírio, Bashar al-Assad, no contexto da Guerra Civil Síria. 
O cerco da cidade durou do fim de abril de 2011 até o começo de maio do mesmo ano. Esta foi a primeira grande operação militar contra um município durante a guerra na Síria, embora o exército já tivesse sido enviado para outras cidades do país no mesmo período.